# Liste der Baudenkmäler in Simbach (bei Landau)
Auf dieser Seite sind die Baudenkmäler in dem niederbayerischen Markt Simbach zusammengestellt. Diese Tabelle ist eine Teilliste der Liste der Baudenkmäler in Bayern. Grundlage ist die Bayerische Denkmalliste, die auf Basis des Bayerischen Denkmalschutzgesetzes vom 1. Oktober 1973 erstmals erstellt wurde und seither durch das Bayerische Landesamt für Denkmalpflege geführt wird. Die folgenden Angaben ersetzen nicht die rechtsverbindliche Auskunft der Denkmalschutzbehörde.
 Die Liste gibt den Fortschreibungsstand vom 31. August 2017 wieder und umfasst 55 Baudenkmäler.

## Ensembles

### Ensemble Kirchweiler Höherskirchen
Auf einer Kuppe der durch Streusiedlungen charakterisierten Landschaft südlich der Vils erhebt sich der Kirchweiler mit der spätgotischen Kirche; unmittelbar vor dem Torturm der Friedhofsbefestigung das Mesnergütl mit Bauteilen noch aus dem 17. Jahrhundert; wenig südöstlich davon, umgeben von Obstgärten, eine lockere Gruppe von drei weiteren Höfen mit zweigeschossigen Wohngebäuden, teilweise mit verputzten Blockbauobergeschossen.
Das Martinspatrozinium verweist auf die frühe Besiedelungszeit im 8./9. Jahrhundert; 1257 wird Zugehörigkeit zum Kloster Niederaltaich bezeugt. Höherskirchen ist damit ein historisch frühes, gestalt- und funktionsmäßig ungestörtes Beispiel des diese Siedellandschaft akzentuierenden Weilertyps.
Aktennummer: E-2-79-135-1

## Baudenkmäler nach Ortsteilen

### Simbach
| Lage                         | Objekt                                   | Beschreibung | Akten-Nr.     | Bild           |
| ---------------------------- | ---------------------------------------- | --- | ------------- | -------------- |
| Birkertstraße 7 (Standort)   | Ehemaliges Bauernhaus                    | Flachsatteldach mit Traufschrot, Obergeschoss und zum Teil Seitenteile in Blockbauweise, Ende 18. Jahrhundert. | D-2-79-135-10 | BW             |
| Birnkammerweg 1 (Standort)   | Kleinhaus                                | Zweigeschossiger Blockbau mit Kniestock, verkleidet, 18./19. Jahrhundert. | D-2-79-135-11 | BW             |
| Marktplatz 1 (Standort)      | Katholische Pfarrkirche St. Bartholomäus | Barocker Wandpfeilerbau mit Ostturm, 1736, Turmuntergeschoss 1496; mit Ausstattung; nordseitig angebaut vierachsiger, von Pfeilerarkaden geöffneter Trakt mit Seelenkapelle, 18. Jahrhundert, sowie Gebein- und Ölbergnische, um 1740. | D-2-79-135-1  | weitere Bilder |
| Marktplatz 3 (Standort)      | Ehemalige Fleischbank                    | Neubarocker Pavillonbau mit Mansardwalmdach und Schweifgiebel, um 1920. | D-2-79-135-99 | BW             |
| Marktplatz 25 (Standort)     | Wohnhaus                                 | Zweigeschossiger, verputzter Blockbau mit flach geneigtem Satteldach, um 1750 (dendrochronologisch datiert). | D-2-79-135-6  | BW             |
| Marktplatz 27 (Standort)     | Ehemaliges Rathaus                       | Zweigeschossiger Giebelbau mit Wappenfresko und historisierender Fassadengliederung, Ende 19. Jahrhundert. | D-2-79-135-7  | BW             |
| Marktplatz 28 (Standort)     | Brauereigasthof                          | Breitgelagerter zweigeschossiger Giebelbau mit vorspringendem Wetterdach, profilierten Trägern und bemalter Fassade, bezeichnet mit „1750“.                                                                                            | D-2-79-135-8  | BW             |
| Sebastianiplatz 1 (Standort) | Kapelle St. Sebastian                    | Neuromanischer Blankziegelbau mit Dachreiter, 1848; mit Ausstattung. | D-2-79-135-4  | BW             |

### Amberg
| Lage                 | Objekt                   | Beschreibung                                                                                                  | Akten-Nr.     | Bild |
| -------------------- | ------------------------ | --- | ------------- | ---- |
| Amberg 13 (Standort) | Firstgedrehtes Stockhaus | Satteldachbau mit Blockbau-Obergeschoss und Traufschrot, rückwärts verschalt, erstes Drittel 19. Jahrhundert. | D-2-79-135-19 | BW   |

### Bachlberg
| Lage                   | Objekt        | Beschreibung                                                                             | Akten-Nr.     | Bild |
| ---------------------- | ------------- | ---------------------------------------------------------------------------------------- | ------------- | ---- |
| Bachlberg 1 (Standort) | Wohnstallhaus | Satteldachbau mit Blockbau-Obergeschoss, Giebel- und Traufschrot, bezeichnet mit „1845“. | D-2-79-135-98 | BW   |

### Berngraben
| Lage                     | Objekt                   | Beschreibung | Akten-Nr.     | Bild |
| ------------------------ | ------------------------ | --- | ------------- | ---- |
| Berngraben 99 (Standort) | Ehemaliges Wohnstallhaus | Giebelseitig erschlossener Flachsatteldachbau mit Blockbau-Obergeschoss und Giebelschrot, zweite Hälfte 18. Jahrhundert. | D-2-79-135-23 | BW   |

### Eckelsberg
| Lage                     | Objekt                        | Beschreibung | Akten-Nr.     | Bild |
| ------------------------ | ----------------------------- | --- | ------------- | ---- |
| Eckelsberg 16 (Standort) | Stockhaus eines Vierseithofes | Flachsatteldachbau mit Blockbau-Obergeschoss und zwei Giebelschroten, wohl 1780, Dacherneuerung bezeichnet mit „1827“. | D-2-79-135-26 | BW   |

### Engerthal
| Lage                   | Objekt    | Beschreibung                                                                     | Akten-Nr.     | Bild |
| ---------------------- | --------- | -------------------------------------------------------------------------------- | ------------- | ---- |
| Engerthal 2 (Standort) | Stockhaus | Flachsatteldachbau mit Blockbau-Obergeschoss und zwei Giebelschroten, wohl 1738. | D-2-79-135-28 | BW   |

### Fränkendorf
| Lage                      | Objekt                                | Beschreibung | Akten-Nr.     | Bild |
| ------------------------- | ------------------------------------- | --- | ------------- | ---- |
| Fränkendorf 11 (Standort) | Katholische Filialkirche St. Nikolaus | Saalbau mit Südturm und spätromanischem Langhaus, 12./13. Jahrhundert, Chor und Turm, zweite Hälfte 15. Jahrhundert; mit Ausstattung. | D-2-79-135-29 | BW   |

### Fuchsberg
| Lage                    | Objekt                         | Beschreibung | Akten-Nr.     | Bild |
| ----------------------- | ------------------------------ | --- | ------------- | ---- |
| Fuchsberg 12 (Standort) | Bauernhaus eines Vierseithofes | Satteldachbau mit Blockbau-Obergeschoss und Schrot, um 1800, Firstdrehung um 1915; stattlicher Riegel-Bundwerkstadel, 18./19. Jahrhundert, 1916 erhöht; Remise, 1922, unter Verwendung von Konstruktionselementen des Vorgängerbaus, 18./19. Jahrhundert. | D-2-79-135-32 | BW   |

### Grillenberg
| Lage                      | Objekt                                   | Beschreibung                                                                                               | Akten-Nr.     | Bild |
| ------------------------- | ---------------------------------------- | --- | ------------- | ---- |
| Grillenberg 17 (Standort) | Stockhaus eines ehemaligen Vierseithofes | Flachsatteldachbau mit Blockbau-Obergeschoss, zwei Giebelschroten und profilierten Türstürzen, um 1770/90. | D-2-79-135-34 | BW   |

### Grünöd
| Lage                 | Objekt                | Beschreibung                                                                  | Akten-Nr.     | Bild |
| -------------------- | --------------------- | ----------------------------------------------------------------------------- | ------------- | ---- |
| Grünöd 32 (Standort) | Ehemaliges Bauernhaus | Satteldachbau mit Blockbau-Obergeschoss und Traufschrot, 17./18. Jahrhundert. | D-2-79-135-36 | BW   |

### Guggenberg
| Lage                     | Objekt                        | Beschreibung                                                                               | Akten-Nr.     | Bild |
| ------------------------ | ----------------------------- | ------------------------------------------------------------------------------------------ | ------------- | ---- |
| Guggenberg 15 (Standort) | Stockhaus eines Vierseithofes | Flachsatteldachbau mit Blockbau-Obergeschoss, zweite Hälfte 18. Jahrhundert, teilerneuert. | D-2-79-135-38 | BW   |

### Haunersdorf
| Lage                      | Objekt                              | Beschreibung                                                                                              | Akten-Nr.     | Bild           |
| ------------------------- | ----------------------------------- | --- | ------------- | -------------- |
| Hauptstraße 15 (Standort) | Katholische Pfarrkirche St. Stephan | Saalbau mit Ostturm, Neubau 1723, massiger Satteldachturm zweite Hälfte 13. Jahrhundert; mit Ausstattung. | D-2-79-135-42 | weitere Bilder |

### Höherskirchen
| Lage                        | Objekt                              | Beschreibung | Akten-Nr.     | Bild |
| --------------------------- | ----------------------------------- | --- | ------------- | ---- |
| Höherskirchen 62 (Standort) | Riegel-Bundwerkstadel               | Satteldachbau mit gemauertem Sockelbereich, zweite Hälfte 18. Jahrhundert. | D-2-79-135-47 | BW   |
| Höherskirchen 67 (Standort) | Ehemaliges Mesnergütl               | Satteldachbau mit Blockbau-Obergeschoss und Traufschrot, noch Mitte 17. Jahrhundert, Dach später. | D-2-79-135-49 | BW   |
| Höherskirchen 68 (Standort) | Hakenhof                            | Wohnstallhaus mit flach geneigtem Satteldach, Traufschrot und verputztem Blockbau am Wohnteil, 18. Jahrhundert, verbretterter Stadel.                                                                              | D-2-79-135-50 | BW   |
| Höherskirchen 69 (Standort) | Bauernhaus eines Dreiseithofes      | Verputzter Blockbau mit Flachsatteldach, im Kern 18. Jahrhundert. | D-2-79-135-51 | BW   |
| In Höherskirchen (Standort) | Katholische Filialkirche St. Martin | Spätgotische Saalkirche mit Westturm, 1491, oktogonaler Turmoberbau und Zwiebel barock; mit Ausstattung; Friedhofsbefestigung, umlaufende Mauer und Torturm mit Satteldach und Anbau nach Norden, 16. Jahrhundert. | D-2-79-135-46 | BW   |

### Höllerthal
| Lage                    | Objekt     | Beschreibung                                                             | Akten-Nr.     | Bild |
| ----------------------- | ---------- | ------------------------------------------------------------------------ | ------------- | ---- |
| Höllerthal 1 (Standort) | Bauernhaus | Satteldachbau mit Blockbau-Obergeschoss, verschalt, 18./19. Jahrhundert. | D-2-79-135-52 | BW   |

### Johannszell
| Lage                      | Objekt                                           | Beschreibung                                                                                                | Akten-Nr.     | Bild |
| ------------------------- | ------------------------------------------------ | --- | ------------- | ---- |
| Johannszell 35 (Standort) | Katholische Filialkirche St. Johannes der Täufer | Frühgotischer Saalbau mit Dachreiter und eingezogenem quadratischem Chor, 14. Jahrhundert; mit Ausstattung. | D-2-79-135-54 | BW   |

### Kainzhub
| Lage                   | Objekt                        | Beschreibung | Akten-Nr.     | Bild |
| ---------------------- | ----------------------------- | --- | ------------- | ---- |
| Kainzhub 50 (Standort) | Stockhaus eines Dreiseithofes | Flachsatteldachbau mit Blockbauoberteil und zwei bemalten Giebelschroten, zweite Hälfte 18. Jahrhundert; Stadel, weiß getünchter Backsteinbau mit Satteldach, Mitte 19. Jahrhundert. | D-2-79-135-55 | BW   |

### Kerschl
| Lage                  | Objekt                | Beschreibung | Akten-Nr.     | Bild |
| --------------------- | --------------------- | --- | ------------- | ---- |
| Kerschl 90 (Standort) | Ehemaliges Bauernhaus | Halbstockhaus mit Flachsatteldach, Blockbau-Obergeschoss und Giebelschroten, zweite Hälfte 17. Jahrhundert; Bundwerk-Riegelstadel, 18./19. Jahrhundert. | D-2-79-135-56 | BW   |

### Langgraben
| Lage                     | Objekt          | Beschreibung | Akten-Nr.     | Bild |
| ------------------------ | --------------- | --- | ------------- | ---- |
| In Langgraben (Standort) | Weilerkapelle   | Kleiner Bau mit Dachreiter und Vorhalle, bezeichnet mit „1936“; mit Ausstattung.                                           | D-2-79-135-57 | BW   |
| Langgraben 45 (Standort) | Kleinbauernhaus | Satteldachbau mit zum Teil verschaltem Blockbau und Giebelschrot, erstes Viertel 19. Jahrhundert.                          | D-2-79-135-58 | BW   |
| Langgraben 46 (Standort) | Bauernhaus      | Halbstockhaus mit zwei Giebelschroten und Satteldach, zweigeschossiger Blockbau, bezeichnet mit „1822“, Erdgeschoss älter. | D-2-79-135-59 | BW   |

### Nattersdorf
| Lage                     | Objekt                                       | Beschreibung                                                                            | Akten-Nr.     | Bild |
| ------------------------ | -------------------------------------------- | --------------------------------------------------------------------------------------- | ------------- | ---- |
| Nattersdorf 4 (Standort) | Wohnstallhaus eines ehemaligen Dreiseithofes | Verfugter Backsteinbau mit Satteldach und Traufschrot, zweites Viertel 19. Jahrhundert. | D-2-79-135-60 | BW   |

### Oberengbach
| Lage                      | Objekt                              | Beschreibung                                                                                                 | Akten-Nr.     | Bild |
| ------------------------- | ----------------------------------- | --- | ------------- | ---- |
| Oberengbach 47 (Standort) | Bauernhaus eines Vierseithofes      | Satteldachbau mit verschaltem Obergeschoss und Traufschrot, mit Einfahrtstor, zweite Hälfte 19. Jahrhundert. | D-2-79-135-64 | BW   |
| Oberengbach 48 (Standort) | Katholische Filialkirche St. Martin | Spätgotischer Saalbau mit Dachreiter und eingezogenem Chor, zweite Hälfte 15. Jahrhundert; mit Ausstattung.  | D-2-79-135-63 | BW   |

### Oberhaarland
| Lage                  | Objekt     | Beschreibung                                                                        | Akten-Nr.     | Bild |
| --------------------- | ---------- | ----------------------------------------------------------------------------------- | ------------- | ---- |
| Fürstenloh (Standort) | Wegkapelle | Kleiner Satteldachbau mit offener Vorhalle, bezeichnet mit „1843“; mit Ausstattung. | D-2-79-135-53 | BW   |

### Öd
| Lage             | Objekt               | Beschreibung         | Akten-Nr.     | Bild |
| ---------------- | -------------------- | -------------------- | ------------- | ---- |
| Öd 39 (Standort) | Ständerbohlen-Stadel | 18./19. Jahrhundert. | D-2-79-135-65 | BW   |

### Pischelsdorf
| Lage                                             | Objekt                                      | Beschreibung                                                                                                 | Akten-Nr.     | Bild |
| ------------------------------------------------ | ------------------------------------------- | --- | ------------- | ---- |
| Am Büchel (Standort)                             | Feldkapelle                                 | Kleiner Satteldachbau, drittes Viertel 19. Jahrhundert.                                                      | D-2-79-135-75 | BW   |
| Ruhstorfer Feld, am Weg nach Ruhstorf (Standort) | Bildstock                                   | Toskanische Säule mit Aufsatz, Granit, um 1600.                                                              | D-2-79-135-76 | BW   |
| Schloßstraße 8 (Standort)                        | Katholische Filialkirche St. Peter und Paul | Barocker Saalbau mit eingezogenem rechtwinkligem Chor und Westturm, Anfang 18. Jahrhundert; mit Ausstattung. | D-2-79-135-67 | BW   |
| Schloßstraße 9 (Standort)                        | Gasthaus                                    | Dreigeschossiger Zeltdachbau, 18./19. Jahrhundert.                                                           | D-2-79-135-69 | BW   |
| Schloßstraße 10 (Standort)                       | Ehemaliges Kleinbauernhaus                  | Teilverputzter Blockbau mit Flachsatteldach und Traufschrot, 18. Jahrhundert.                                | D-2-79-135-68 | BW   |

### Rahstorf
| Lage                  | Objekt                        | Beschreibung                                                                                             | Akten-Nr.     | Bild |
| --------------------- | ----------------------------- | --- | ------------- | ---- |
| Rahstorf 1 (Standort) | Stockhaus eines Vierseithofes | Flachsatteldachbau mit Blockbau-Obergeschoss und Giebelschrot, bezeichnet mit „1785“, Bemalung erneuert. | D-2-79-135-77 | BW   |

### Reichenöd
| Lage                   | Objekt                                   | Beschreibung                                                                                                 | Akten-Nr.     | Bild |
| ---------------------- | ---------------------------------------- | --- | ------------- | ---- |
| Reichenöd 1 (Standort) | Stockhaus eines ehemaligen Vierseithofes | Blockbau mit zwei bemalten Giebelschroten und Flachsatteldach, Stallteil ausgemauert, Mitte 18. Jahrhundert. | D-2-79-135-78 | BW   |

### Ruhstorf
| Lage                          | Objekt                                          | Beschreibung | Akten-Nr.     | Bild                                            |
| ----------------------------- | ----------------------------------------------- | --- | ------------- | ----------------------------------------------- |
| Hofmark 1 (Standort)          | Katholische Pfarrkirche St. Johannes der Täufer | Neugotische Pseudobasilika über spätgotischen Resten, südlich spätgotischer Turm, Neubau 1865; mit Ausstattung. | D-2-79-135-79 | Katholische Pfarrkirche St. Johannes der Täufer |
| Nähe Hofmark (Standort)       | Ehemaliges Wohnstallhaus eines Dreiseithofes    | Firstgedrehtes Stockhaus mit Blockbau-Kniestock, zweite Hälfte 18. und Mitte 19. Jahrhundert.                   | D-2-79-135-80 | BW                                              |
| Simbacher Straße 2 (Standort) | Ehemaliges Kleinbauernhaus                      | Satteldachbau mit Blockbau-Obergeschoss und Traufschrot, zweite Hälfte 18. Jahrhundert, Dach später.            | D-2-79-135-39 | BW                                              |

### Sandberg
| Lage                   | Objekt            | Beschreibung                                         | Akten-Nr.     | Bild |
| ---------------------- | ----------------- | ---------------------------------------------------- | ------------- | ---- |
| Unterbreite (Standort) | Bildstock-Kapelle | Kleiner Satteldachbau, erste Hälfte 19. Jahrhundert. | D-2-79-135-82 | BW   |

### Sankt Antoni
| Lage                       | Objekt                         | Beschreibung                                                                | Akten-Nr.     | Bild |
| -------------------------- | ------------------------------ | --------------------------------------------------------------------------- | ------------- | ---- |
| In Sankt Antoni (Standort) | Kapelle St. Antonius von Padua | Kleiner Saalbau mit Ostturm, Neubau bezeichnet mit „1712“; mit Ausstattung. | D-2-79-135-83 | BW   |

### Scheuwimm
| Lage                    | Objekt     | Beschreibung                                                   | Akten-Nr.     | Bild |
| ----------------------- | ---------- | -------------------------------------------------------------- | ------------- | ---- |
| Scheuwimm 60 (Standort) | Bauernhaus | Satteldachbau mit Blockbau-Obergeschoss, Ende 18. Jahrhundert. | D-2-79-135-85 | BW   |

### Wannersberg
| Lage                     | Objekt    | Beschreibung                                                                                        | Akten-Nr.     | Bild |
| ------------------------ | --------- | --------------------------------------------------------------------------------------------------- | ------------- | ---- |
| Wannersberg 2 (Standort) | Stockhaus | Flachsatteldachbau mit Blockbau-Obergeschoss und zwei Giebelschroten, erste Hälfte 18. Jahrhundert. | D-2-79-135-93 | BW   |

### Weißenöd
| Lage                            | Objekt                | Beschreibung                                                                          | Akten-Nr.     | Bild |
| ------------------------------- | --------------------- | ------------------------------------------------------------------------------------- | ------------- | ---- |
| Weißenöd 1 (Standort)           | Ehemaliges Bauernhaus | Satteldachbau mit Blockbau-Obergeschoss und Traufschrot, im Kern wohl 18. Jahrhundert | D-2-79-135-94 | BW   |
| In der Flur Weißenöd (Standort) | Kapelle               | Kleiner Satteldachbau, erstes Drittel 19. Jahrhundert.                                | D-2-79-135-95 | BW   |

## Ehemalige Baudenkmäler
In diesem Abschnitt sind Objekte aufgeführt, die früher einmal in der Denkmalliste eingetragen waren, jetzt aber nicht mehr. Objekte, die in anderem Zusammenhang also z. B. als Teil eines Baudenkmals weiter eingetragen sind, sollen hier nicht aufgeführt werden. Aktennummern in diesem Abschnitt sind ehemalige, jetzt nicht mehr gültige Aktennummern.

| Lage                                      | Objekt                                                  | Beschreibung | Akten-Nr.     | Bild |
| ----------------------------------------- | ------------------------------------------------------- | --- | ------------- | ---- |
| Simbach Marktplatz 12 (Standort)          | Wohn- und Geschäftshaus                                 | Zweigeschossiger Giebelbau mit Satteldach, 18./19. Jahrhundert, im Kern älter.                                                                                  | D-2-79-135-3  | BW   |
| Simbach Marktplatz 36 (Standort)          | Wohnhaus                                                | Flachsatteldachbau mit verputztem Blockbau-Obergeschoss, 18./19. Jahrhundert.                                                                                   | D-2-79-135-9  | BW   |
| Nußbaum Nußbaum 21 (Standort)             | Ehemaliges Wohnstallhaus mit Satteldach                 | Blockbau-Obergeschoss und Traufschrot, Ende 18. Jahrhundert. | D-2-79-135-62 | BW   |
| Unterkollbach In Unterkollbach (Standort) | Firstgedrehtes Stockhaus eines ehemaligen Dreiseithofes | Mit Blockbau-Obergeschoss, Trauf- und Giebelschrot, Wirtschaftstrakt abgegangen, Ende 18. Jahrhundert; gemauerte Remise mit Arkadenbögen, wohl 19. Jahrhundert. | D-2-79-135-90 | BW   |